# (3981) Stodola
(3981) Stodola es un asteroide perteneciente al cinturón de asteroides, descubierto el 26 de enero de 1984 por Antonín Mrkos desde el Observatorio Kleť, České Budějovice, República Checa.

## Designación y nombre
Designado provisionalmente como 1984 BL. Fue nombrado Stodola en honor al ingeniero y físico austro húngaro Aurel Stodola profesor de Albert Einstein.